# Gobierno de Cataluña 1980-1984

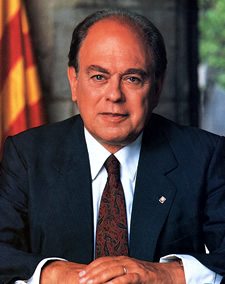
Jordi Pujol i Soley (1980), presidente de la Generalitat de Cataluña.

Es el gobierno de la Generalidad de Cataluña en el periodo 1980-1984, correspondiendo a la I legislatura parlamentaria del periodo democrático.

## Cronología
Tras la llegada de la democracia a España, se restableció la Generalidad de Cataluña  de forma provisional el 29 de septiembre de 1977, ahora como poder ejecutivo de Cataluña, siendo el primer Presidente de la Generalidad desde el 17 de octubre de 1977 Josep Tarradellas, quien también lo era de la Generalidad en el exilio, y que va a preparar las primeras elecciones.
Después de las elecciones del 20 de marzo de 1980, la candidatura encabezada por Jordi Pujol de Convergencia y Unión obtiene una mayoría simple de 43 escaños frente a los 33 escaños obtenidos por  el Partido de los Socialistas de Cataluña de Raimon Obiols. 
El 24 de abril de 1980  tiene lugar el debate de investidura y Jordi Pujol resultó elegido como primer  Presidente de la Generalidad de Cataluña de la democracia con 75 votos a favor de Convergencia y Unión, Centristes de Catalunya-UCD  y Esquerra Republicana de Catalunya y  59 en contra de Partido de los Socialistas de Cataluña,  Partido Socialista Unificado de Cataluña y Partido Socialista de Andalucía.

## Estructura del gobierno
| Presidente: Jordi Pujol (CDC / CIU) |

| Consejería                            | Titulares                                       | Titulares                                                      | Titulares                                       |
| ------------------------------------- | ----------------------------------------------- | -------------------------------------------------------------- | ----------------------------------------------- |
| Consejería                            | 8 de mayo de 1980                               | Cambios de Gobierno                                            | Cambios de Gobierno                             |
| Adjunto a la Presidencia              | Miquel Coll (UDC) (hasta el 17-05-1984)         | Miquel Coll (UDC) (hasta el 17-05-1984)                        | Miquel Coll (UDC) (hasta el 17-05-1984)         |
| Gobernación                           | Joan Vidal i Gayolà (CDC) (hasta el 24-08-1982) | Joan Vidal i Gayolà (CDC) (hasta el 24-08-1982)                | Macià Alavedra (CDC) (desde el 24-08-1982)      |
| Justicia                              | Ignasi de Gispert (UDC) (hasta el 24-08-1982)   | Ignasi de Gispert (UDC) (hasta el 24-08-1982)                  | Agustí Bassols (UDC) (desde el 24-08-1982)      |
| Industria y Energía                   | Vicenç Oller i Company (CDC)                    | Vicenç Oller i Company (CDC)                                   | Vicenç Oller i Company (CDC)                    |
| Educación                             | Joan Guitart i Agell (CDC)                      | Joan Guitart i Agell (CDC)                                     | Joan Guitart i Agell (CDC)                      |
| Cultura y Medios de Comunicación      | Max Cahner (CDC)                                | Max Cahner (CDC)                                               | Max Cahner (CDC)                                |
| Economía y Finanzas                   | Ramon Trías Fargas (CDC) (hasta el 16-11-1982)  | Jordi Planasdemunt (CDC) (entre el 16-11-1982 y el 08-06-1983) | Josep Maria Cullell (CDC) (desde el 08-06-1983) |
| Política Territorial y Obras Públicas | Josep Maria Cullell (CDC) (hasta el 14-06-1983) | Josep Maria Cullell (CDC) (hasta el 14-06-1983)                | Xavier Bigatà (CDC) (desde el 14-06-1983)       |
| Sanidad y Seguridad Social            | Josep Laporte (CDC)                             | Josep Laporte (CDC)                                            | Josep Laporte (CDC)                             |
| Comercio y Turismo                    | Francesc Sanuy i Gistau (CDC)                   | Francesc Sanuy i Gistau (CDC)                                  | Francesc Sanuy i Gistau (CDC)                   |
| Trabajo                               | Joan Rigol (UDC)                                | Joan Rigol (UDC)                                               | Joan Rigol (UDC)                                |
| Agricultura, Ganadería y Pesca        | Agustí Carol i Foix (CDC)                       | Agustí Carol i Foix (CDC)                                      | Agustí Carol i Foix (CDC)                       |